# Tillamook County
Tillamook County är ett administrativt område i delstaten Oregon, USA. År 2010 hade county 25 250 invånare. Den administrativa huvudorten (county seat) är Tillamook. 

## Geografi
Enligt United States Census Bureau så har countyt en total area på 2 934 km². 2 336 km² av den arean är land och 598 km² är vatten. 

### Angränsande countyn
- Clatsop County - nord
- Washington County - öst/nordöst
- Yamhill County - öst/sydöst
- Polk County - sydöst
- Lincoln County - syd